# Santuario del Buen Jesús de Congonhas
El Santuario del Buen Jesús de Congonhas (del portugués: Santuário de Bom Jesus de Matosinhos) es un conjunto arquitectónico y paisajístico formado por una iglesia, un atrio con esculturas de los doce profetas del antiguo testamento, seis capillas con escenas que a modo del escultor y arquitecto Aleijadinho, representa la Pasión de Cristo, además de la sala de los milagros, en la cual se encuentran innumerables pinturas que muestras los distintos milagros atribuidos al santo.  El santuario está localizado en una colina del Maranhão, en el municipio brasileño de Congonhas, estado de Minas Gerais.
El jubileo de bom jesús se celebra todos los años del 7 al 14 de septiembre, celebración en la cual los mineros exponen la fuerte Fe que tienen al señor de Matosinhos.

## Historia
La iglesia fue construida entre 1757 y 1771.
El conjunto fue construido en varias etapas, en los siglos XVIII y XIX, por varios maestros, artesanos y pintores, como Antonio Francisco Lisboa, o Aleijadinho, y Manuel da Costa Ataíde.
La fundación del santuario es atribuida al portugués Feliciano Mendes que, habiendo enfermado gravemente, prometió construir un templo como el que había en Braga, el Santuario del Buen Jesús del Monte, su tierra natal, en el caso de curarse.
Se basa la historia en la leyenda de un traficante de esclavos que al lavar su plato a la orilla del río, descubrió que existía oro en la zona de Minas Gerais, este territorio cambió dramáticamente, conformándose por gran cantidad de asentamientos mineros, además de pequeñas ciudades.
Así como las minas de plata de Potosí a principios del siglo XVII habían permitido el advenimiento de un arte religioso bastante adelantado y característico, las minas de oro brasileñas ubicadas detrás de la sierra de Mantiqueira, en un área extensa que abarca del oeste de Minas Gerais al oeste de Sao Paulo, Congonhas do Campo, Sabará y Mariana, facilitaron la aparición de pintores, escultores, arquitectos y toda clase de artífices que habían de imprimir un carácter especial al siglo XVIII, desarrollando el Barroco Brasileño , gracias al auge económico que experimentaba la zona.
El Santuario tiene su propia historia, que comienza con un milagro que se dice que ha ocurrido a un determinado colono portugués llamado Feliciano Mendes, que había viajado a Minas Gerais con la esperanza esquiva de hacer fortuna, debido al descubrimiento de oro, lo que además trajo consigo el aumento demográfico y económico del lugar. Después de un tiempo, cayó gravemente enfermo y se decidió a gastar sus escasos ahorros en un pasaje de vuelta a su patria allí para terminar sus días en un convento. Sus oraciones, sin embargo, era tan ferviente, según cuenta la leyenda, que el Señor le dio vuelta a su salud. Rebosante de alegría en lo milagroso de una cura, Feliciano Mendes deja a un lado sus planes y juró dedicar su vida a servir a Dios como un ermitaño. En la cima de la colina que domina Congonhas levantó una cruz humilde, con un nicho al pie de la imagen de Jesús, y se impulsa a la construcción de uno de los monumentos más impresionantes del artes cristiano.
El edificio en sí se había completado cuando Aleijadinho fue llamado a Congonhas. Lo único que faltaba era la fachada y las estatuas de los profetas, hasta situarse en los ángulos de las paredes que rodean el patio y la doble escalera que conduce a ella.
finalizada la obra es Tomado por el SPHAN, actual IPHAN, en 1939, como Patrimonio Histórico nacional, fue considerado Patrimonio de la Humanidad de la Unesco en 1985. Considerada como la obra representativa del Barroco brasileño.

## Arquitectura

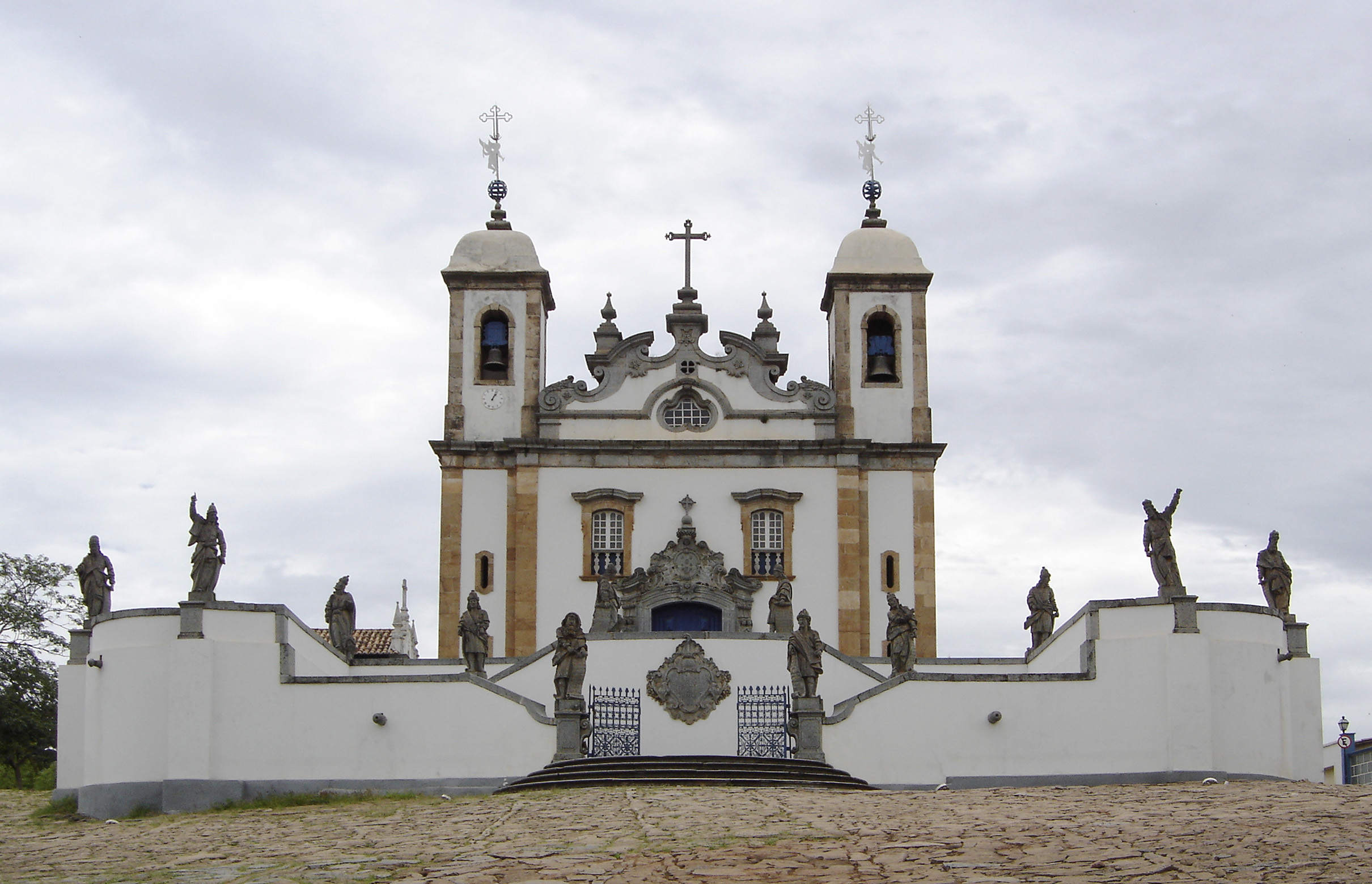
Santuario del Buen Jesús de Congonhas.

Oculta por la todavía exuberante naturaleza de las montañas brasileras, el Santuario se funde con el paisaje en una muestra de comunión entre la naturaleza, la humanidad y la deidad de la cultura de Brasil. El conjunto incluye la Iglesia del Buen Jesús, que se completó en 1772 y se alza en la cima del Morro do Maranhão, se consolidó como una obra original en un estilo exclusivo de los artistas y artesanos brasileros más célebres de la época.
La iglesia es una construcción sencilla y típica de la tradición , construida en piedra y revestida en yeso, de las primeras edificaciones religiosas de Minas Gerais. Sin embargo, después de la muerte de su fundador, Feliciano Mendes, en 1765, el interior se decoró de forma suntuosa con rocalla y estilo Rococó, inspirados en los modelos italianos, lo que modificó su apariencia original.
El arquitecto Francisco Lima Cerqueira diseñó la iglesia, y los maestros de obras Domingos Antonio Dantas y Antonio Rodrigues Falcado culminaron su construcción en 1773. En concreto, Cerqueira fue responsable de las importantes innovaciones incorporadas a la arquitectura de la iglesia, que dieron lugar a la creación de una propia escuela de arquitectura regional.

### Influencias europeas
Podemos apreciar ciertas influencias del barroco europeo ya sea en la inspiración del Arquitecto Feliciano Mendes en el Santuario del Buen Jesús del Monte, Braga. El de Congonhas se apropia de la pendiente como parte del rito, culminando en un atrio que compensa la des-proporción propia del barroco americano. Es así, que la iglesia se sitúa en lo alto del monte, mostrando el dominio de Dios, al igual que su predecesora. Es entonces que aparece las primeras intenciones del barroco europeo: el infinito y la luz (resalta el infinito a la proyección de un fondo).
Intenciones europeas las cuales distinguimos en Bom Jesus de Congonhas, dado tanto en la simplicidad como el modelo compacto con que se configura la iglesia, aparece un fondo cúlmine, exteriorizando el infinito como parte de la peregrinación.
La iglesia se exterioriza, apareciendo con esto las capillas, la peregrinación por estaciones.

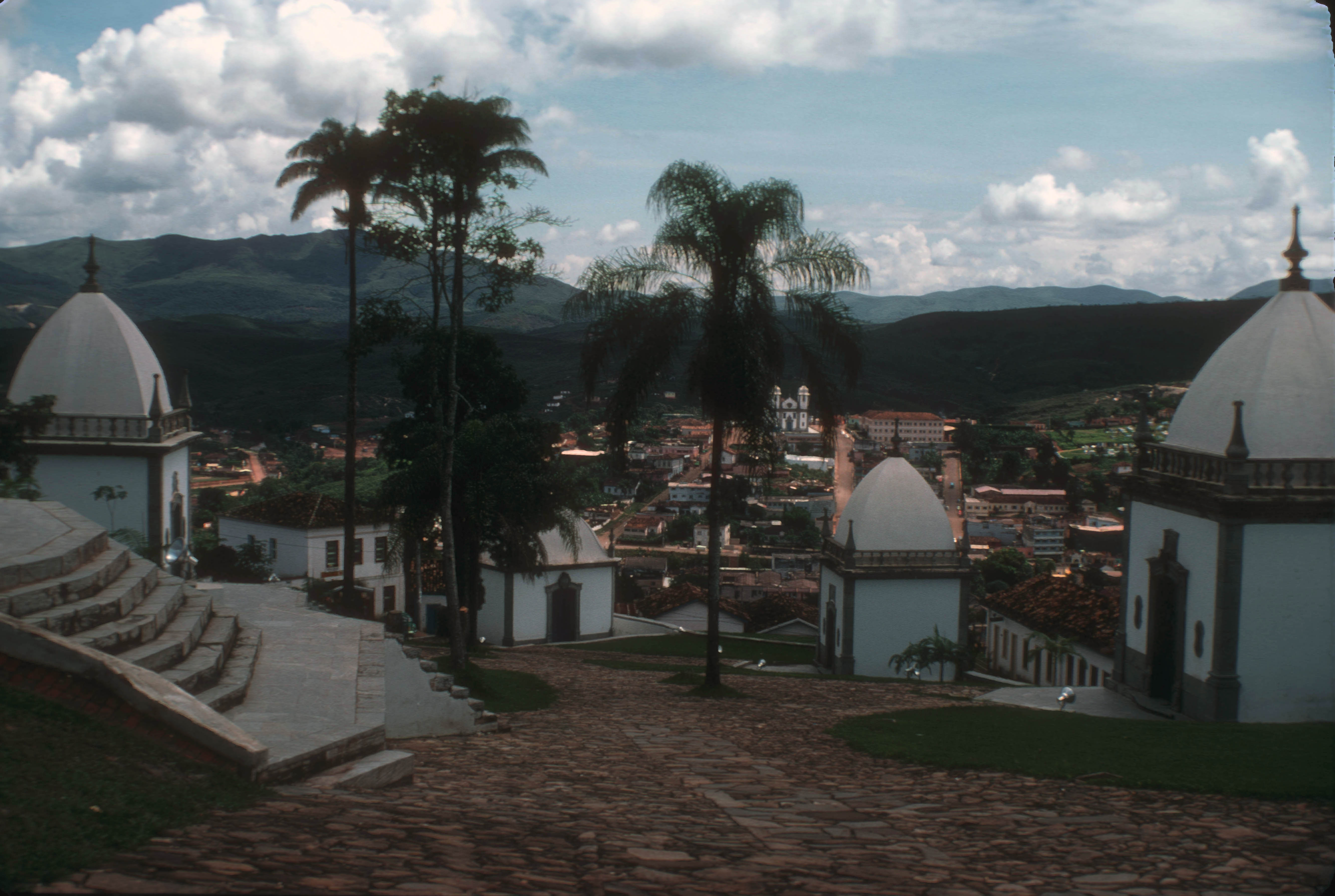
Estaciones de la cruz en Congonhas.

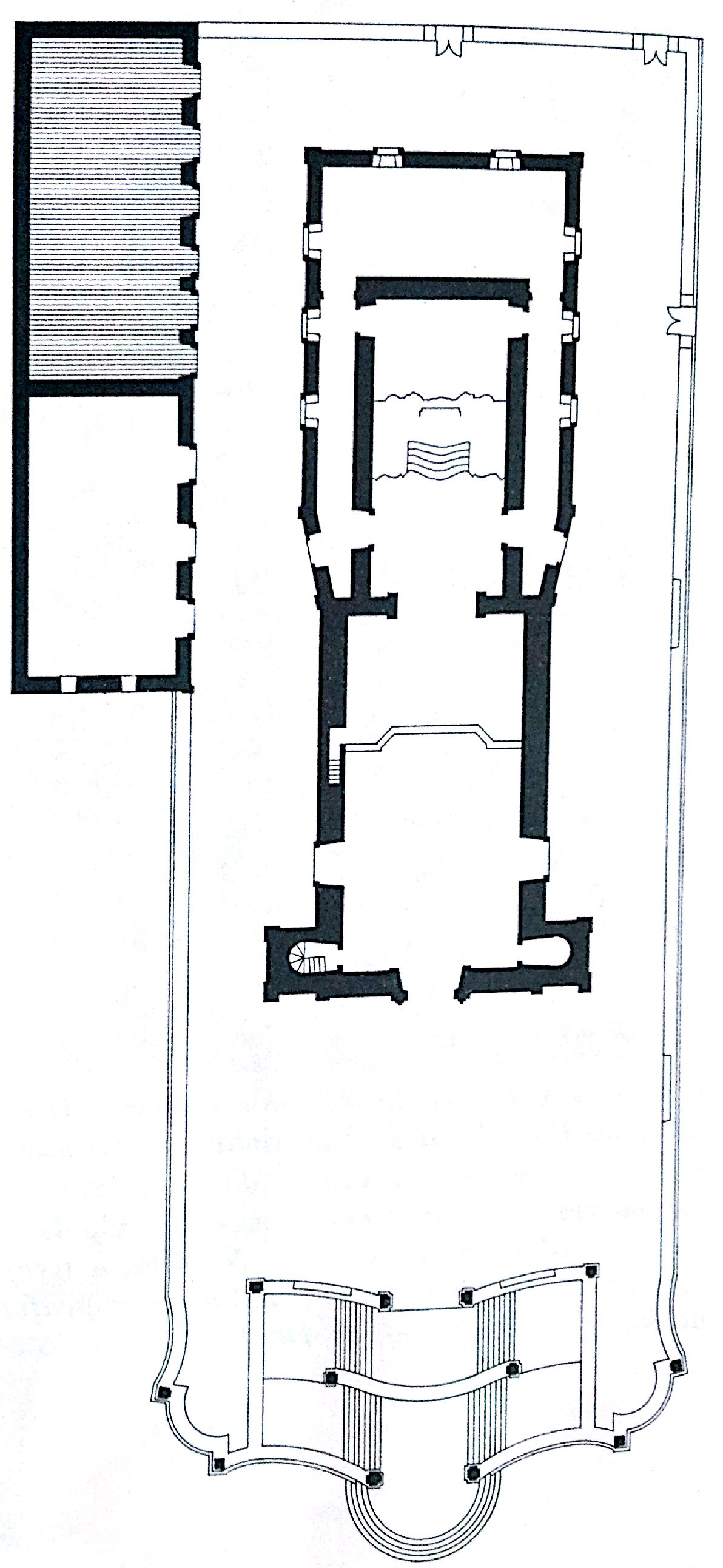
Planta del Santuario del Buen Jesús de Congonhas.

Cuando se habla del barroco europeo, los ejes estructurantes son parte primordial del urbanismo barroco, que configura la ciudad como una panorámica contemplativa, configura el ojo en los puntos de fuga en donde el ojo pierde el horizonte en el infinito. Cuando esta idea es llevada a América, en el caso de Congonhas, se definen dos puntos: el primero, es que la iglesia gana su magnificencia del poder en la cima. Con esto, aparece un segundo punto, que es la relación cristiano-pagana de que la mayor aproximación entre lo terrenal y lo divino está en la cima, apareciendo una relación de significancias: el poder de lo divino aparece en la cima.
La influencia en los materiales en donde en el intento de imitar los elementos del barroco europeo, nace la identidad del barroco americano: la fusión da cabida a la reinterpretación, dando paso a la adaptación, y con esto, la formación de una identidad.
Incluso después de las convenciones barrocas pasaron de moda en Europa, el estilo se practicaba mucho en Brasil por Aleijadinho, arquitecto genial y prolífico cuyos diseños toques de rococó podrían discernir. Su iglesia de Bom Jesus de Matozinhas en Congonhas se distingue por una pintoresca silueta y detalle ornamental oscuro en una fachada de estuco. Aleijadinho crea un patrón curvo de fachadas, torres y esquinas redondeadas en armonía con la exquisita decoración escultórica, también ejecutado para sus diseños.
Mientras que el exterior representa el estilo Barroco brasilero, el interior rememora la cultura italiana con una decoración de estilo Rococó exuberante en el revestimiento de paredes y techos y que se manifiesta claramente en el tallado del altar, las estatuas y las pinturas que cubren las paredes de la entrada y del púlpito principal.

### La iglesia
El edificio tiene una única nave central amplia que desemboca en una capilla central en la que se encuentra el altar.
A ambos lados de la estructura central, se encuentran dos altas torres de campanario, situadas en segundo plano respecto de la línea principal de la fachada y coronadas con cúpulas similares a las de otras capillas, aunque de menor tamaño. La fachada se compone de un cuadrado sencillo que se abre a través de un portal con jambas delicadamente decoradas y dos ventanales.
La parte superior culmina en un frontón  con una silueta ondulante. En su parte exterior, el complejo está enlucido con yeso blanco, excepto los relieves de esteatita que delimitan el perfil del parapeto de la escalera, las esquinas de las torres, los voladizos que marcan una separación entre la parte principal de la fachada y el frontón, los relieves del portal y el propio frontón. Los motivos decorativos se repiten en una forma levemente más sencilla en las capillas.

### El atrio
La iglesia se asienta en un atrio enfrentando un segundo atrio-jardín, que viene a ser la construcción de la lejanía frontal de la iglesia. Es entonces, que en la altura, la iglesia gana su magnificencia,
El atrio empezó a construirse en 1770 y está decorado con doce estatuasde los profetas, obra de Aleijadinho, talladas entre 1800 y 1805.
En el atrio del Santuario se presentan las doce estatuas, esculpidas en piedra, con un grado de dramatismo y pulcritud increíbles, las cuales acompañan el recorrido al acceder a la gran explanada que remata con las capillas y la Iglesia. Presentan un orden de posición acorde a la cronología de los profetas, excepto por el número siete y número diez.
Estas estatuas, obras de Aleijadinho, son la culminación y por tanto, el mejor trabajo a lo largo de toda la obra del genial artista y arquitecto brasileño, quien aunque sufría ya con un avanzado estado de degradación física a causa de la lepra, talló con una genialidad impresionante éstas figuras, dotándolas de un dramatismo y sensaciones increíbles, al igual que las figuras de madera de la capilla.
Estas figuras talladas demuestran, y dotan de fuertes sensaciones a los visitantes del Santuario.

### Los doce profetas

Diagrama de la ubicación de los profetas.

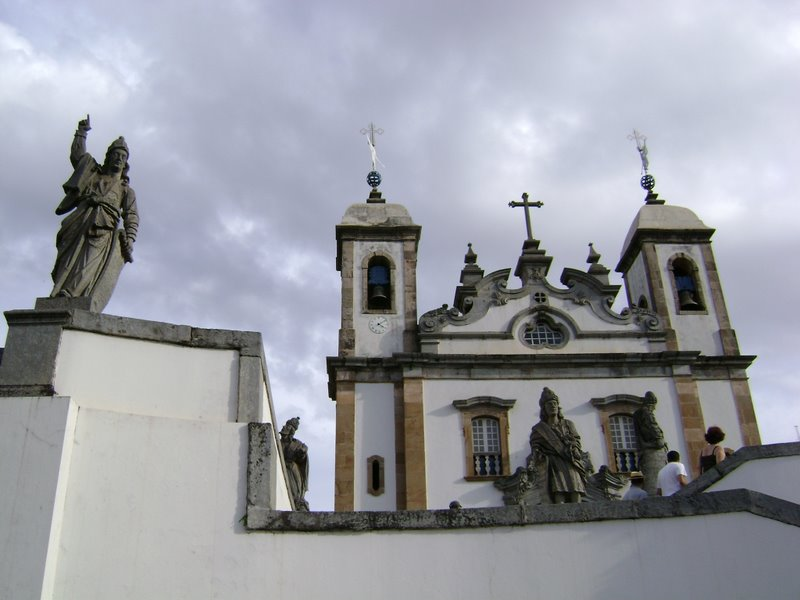
Profetas y basílica de Congonhas.

En los tres planos del atrio, esculturas ordenan sus gestos simétricamente respecto al eje principal de la composición.
Abriendo la representación, están Jeremías e Isaías de frente y, detrás de ellos, en el primer rellano, Baruc y Ezequiel. En el balcón del atrio están, de perfil, Daniel y Oseas. Más adelante, Jonás y Joel se dan las espaldas, y por fin, en los ángulos curvilíneos del patio, Abdías y Habacuc levantan los brazos. En las extremidades del arco, Amós y Nahum se presentan de frente.
1. Isaías
2. Jeremías
3. Baruc
4. Ezequiel
5. Daniel
6. Oseas
7. Jonás
8. Joel
9. Amós
10. Nahum
11. Abdías
12. Habacuc

### Las capillas

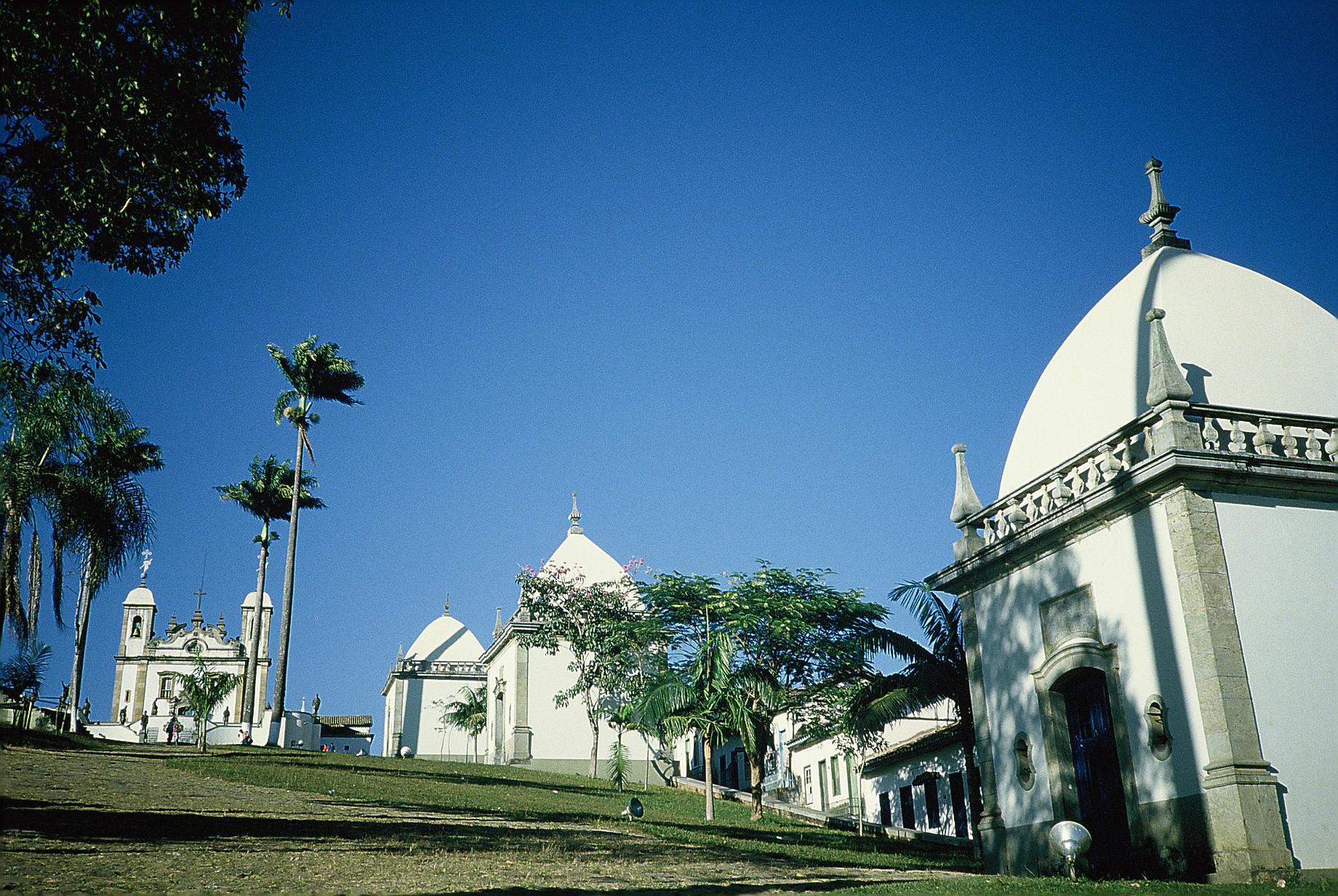
Capilla de Congonhas.

En un flanco de la Iglesia, se encuentra un gran volumen cuadrado, dividido en pequeñas capillas, seis según lo diseñado por el artista, las cuales representan el recorrido desde la última cena, hasta la crucifixión de Cristo.
En estas pequeñas capillas, se encuentran las figuras de los Pasos, es decir, las siete estaciones del Vía crucis, también talladas por Aleijadinho entre 1796 y 1800.
Aquellas 6 capillas están dispuestas lateralmente junto a la rampa que asciende hacia el santuario, se describen en sus tallas en madera de cedro de tamaño natural, que vívidamente reflejan ciertos aspectos o sentimientos de los personajes en cada escena.
Los pasos de la Pasión de Cristo que el recorrido incluye son:
- La última cena en donde Jesús se muestra partiendo el pan para cada uno de sus discípulos.
- Jesús en el Huerto de los Olivos en donde Jesús es confortado por un ángel bellísimo
- Jesús es tomado prisionero en donde San Pedro con su espada, vuela la oreja a Malco. El soldado romano, a quien Jesús cumplirá el milagro de pegarle la oreja.
- Flagelación y coronación con espinas en donde los soldados romanos lo someten de pie, lo maltratan y le colocan la corona de espinas.
- Jesús con la cruz a cuestas avanza hacia el Monte Calvario acompañado por un cortejo en el que aparece la mujer de la Verónica.
- Crucifixión, en donde se mira a María Magdalena lanzando una súplica por Jesús a quien en ese momento le colocan los clavos

El arte cristiano latinoamericano alcanzó su máximo esplendor con estos grupos de esculturas en varios colores cuya presentación escenográfica refuerza su carácter patético. Como se ha indicado en diversas ocasiones, gracias a Aleijadinho, un mestizo natural de Vila Rica, la escultura barroca adquirió una dimensión estética desconocida en Europa.
Existe además, adyacente a estas capillas, la sala de los milagros, lugar en el cual mediante representaciones pintadas, se lleva una suerte de registro de los posibles milagros atribuidos al santo patrono del Santuario.

## Galería

Algunas de las esculturas de Aleijadinho
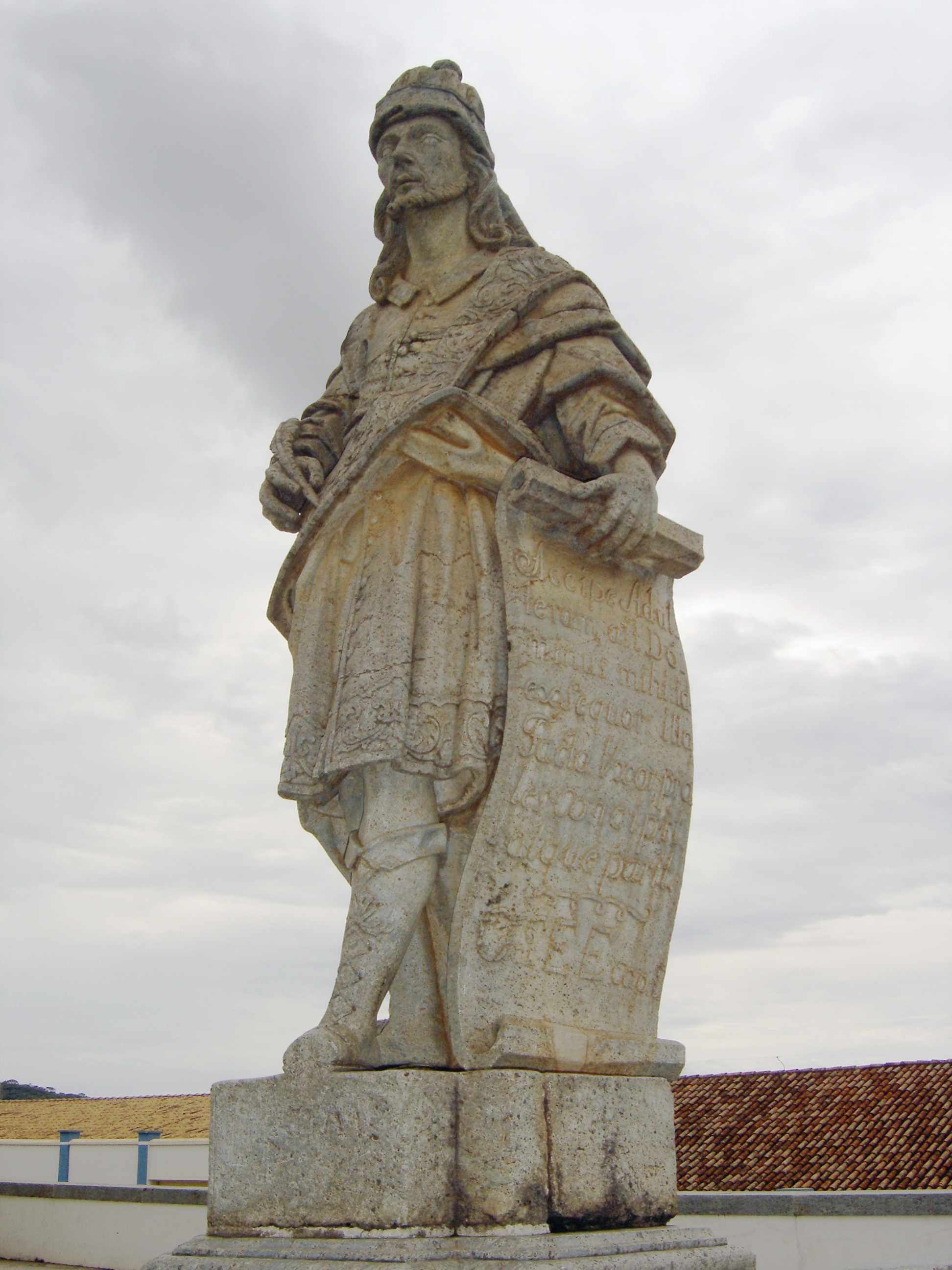
El profeta Oseas.
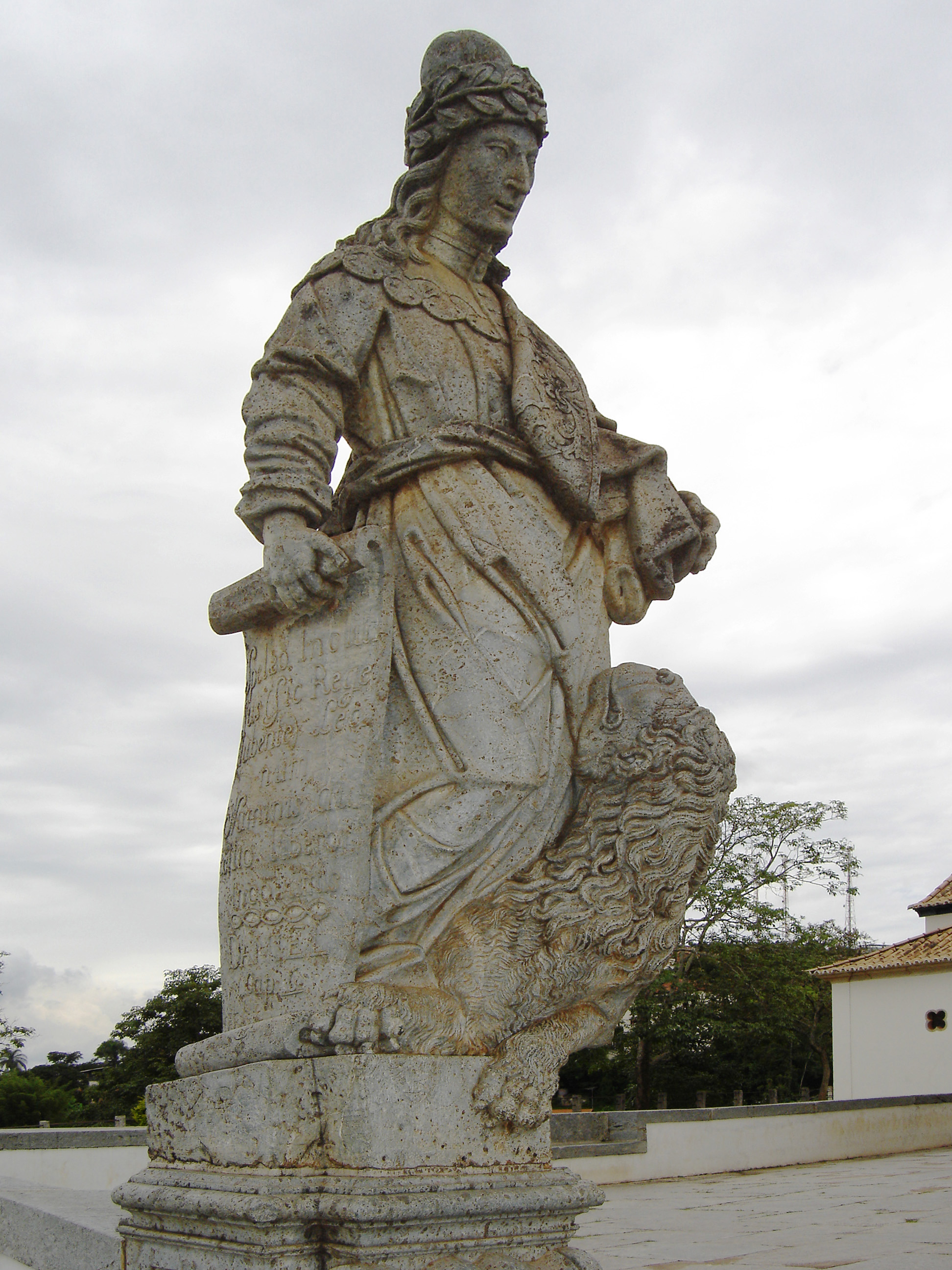
El profeta Daniel.
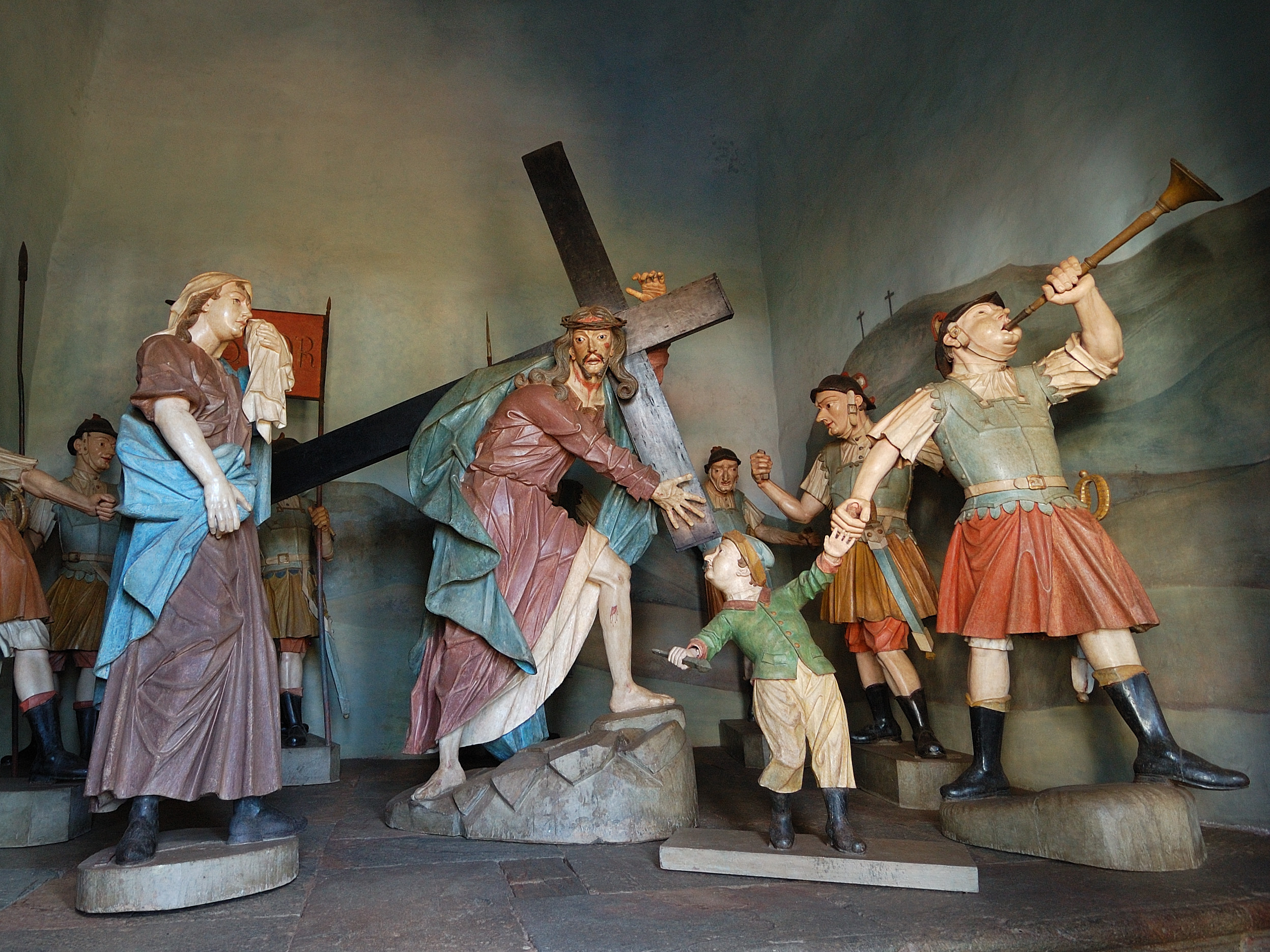
Cristo con la cruz.
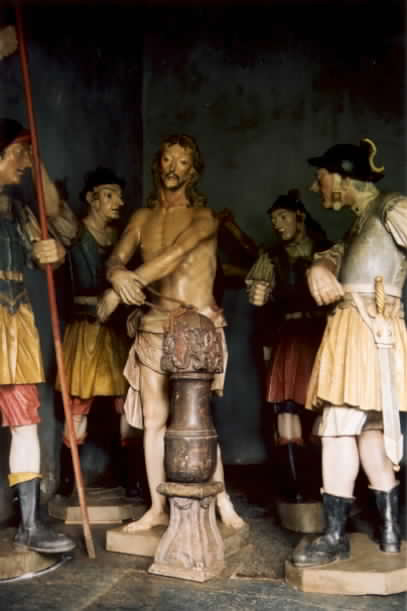
La flagelación de Cristo.
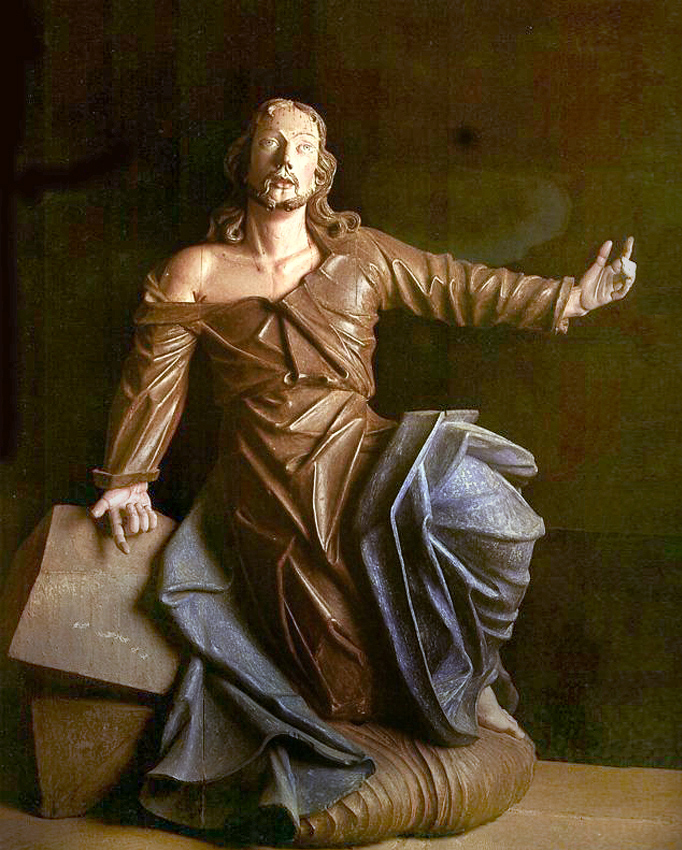
Cristo en el huerto.
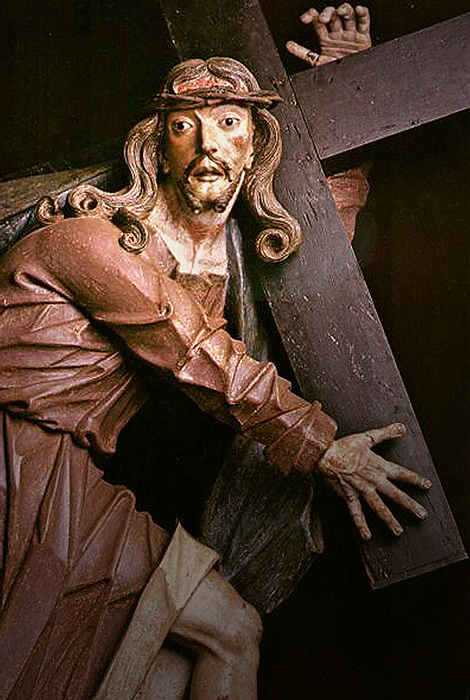
Detalle de Cristo llevando la cruz.